# Volodomir Jaščenko
Volodomir Jaščenko (ukrajinsko Володимир Ященко); tudi Vladimir Jaščenko, rusko Владимир Ященко), ukrajinski atlet, * 12. januar 1959, Zaporožje, Sovjetska zveza, † 30. november 1999, Zaporožje, Ukrajina.
Jaščenko je leta 1978 v Pragi postal evropski prvak v skoku v višino, v letih 1978 in 1979 pa še evropski dvoranski prvak. 2. junija 1977 je s preskočeno višino 233 cm postavil svetovni rekord v skoku v višino, 16. junija 1978 ga je še izboljšal na 234 cm. Veljal je do maja 1980, ko ga je še za 1 cm izboljšal Jacek Wszoła. Leta 1979 je moral po več poškodbah kolena končati kariero v starosti dvajsetih let. Leta 1999 je umrl za cirozo jeter v starosti štiridesetih let.